# Les Chansons bleues
Albums de Stephan Eicher
Spielt Noise Boys
(1980) I Tell This Night
(1985)
Les Chansons bleues est le second album studio de Stephan Eicher, paru en 1983 chez Polydor et rééditée en 2003, contenant la version originale (CD 1) et la version restaurée (CD 2).
Dans cette version restaurée, seul la voix fut réenregistrée, sauf Noise Boys et La Chanson Bleue, qui furent entièrement réenregistrées que ce soit pour la musique et la voix. 
De plus, la chanson Noise Boys qui n’est pas présente dans l'album original mais seulement dans la réédition de 2003, est en fait un reprise du titre Noise Boys Song issu de l’album précédent (1980). Ce titre apparaît dans la réédition sous deux versions différentes : une version inédite accompagnée d’une piano, sur le CD 1 ; la version de 1980 qui est plus électronique, mais où la voix a été réenregistrée, sur le CD 2.
Enfin, le CD 2 de la version restaurée comporte deux pistes bonus qui sont les titres Komm Zurück et Paris, issus de l’EP Souvenir de Stephan Eicher, sorti en 1982, tout comme le titre Les Filles de Limmatquai déjà présent dans l’édition originale.

## Titres

### Édition1983[4]
| No | Titre                           | Auteur, compositeur                              | Durée |
| -- | ------------------------------- | ------------------------------------------------ | ----- |
| 1. | Sweetheart                      | Stephan Eicher                                   | 4:55  |
| 2. | Les Filles du Limmatquai        | Stephan Eicher                                   | 4:29  |
| 3. | J.B.G.                          | Stephan Eicher                                   | 3:17  |
| 4. | La Pièce                        | Stephan Eicher                                   | 5:00  |
| 5. | Nice                            | Klaudia Schifferle, Lislot Hafner, Marlene Marti | 3:41  |
| 6. | Tu tu (A Little Time With You)  | Markus Tränkle                                   | 3:20  |
| 7. | You've Lost That Lovin' Feelin' | Barry Mann, Cynthia Weil, Phil Spector           | 4:36  |
| 8. | La Chanson bleue                | Klaudia Schifferle, Stephan Eicher               | 6:15  |

### Édition2003[5]

#### Les Chansons Bleues(1983)
| No | Titre                           | Auteur, compositeur                              | Durée |
| -- | ------------------------------- | ------------------------------------------------ | ----- |
| 1. | Sweetheart                      | Stephan Eicher                                   | 4:47  |
| 2. | Les Filles Du Limmatquai        | Stephan Eicher                                   | 5:23  |
| 3. | J.B.G.                          | Stephan Eicher                                   | 3:39  |
| 4. | La Pièce                        | Stephan Eicher                                   | 4:53  |
| 5. | Noise Boys                      | Stephan Eicher                                   | 2:49  |
| 6. | Nice                            | Klaudia Schifferle, Lislot Hafner, Marlene Marti | 3:43  |
| 7. | Tu Tu (A Little Time With You)  | Markus Tränkle                                   | 3:21  |
| 8. | You've Lost That Lovin' Feelin' | Barry Mann, Cynthia Weil, Phil Spector           | 4:39  |
| 9. | La Chanson Bleue                | Klaudia Schifferle, Stephan Eicher               | 6:14  |

#### Les Chansons Bleues(Restaurées)(2003)
| No  | Titre                           | Auteur, compositeur                              | Durée |
| --- | ------------------------------- | ------------------------------------------------ | ----- |
| 1.  | Sweetheart                      | Stephan Eicher                                   | 4:32  |
| 2.  | Les Filles Du Limmatquai        | Stephan Eicher                                   | 4:27  |
| 3.  | J.B.G.                          | Stephan Eicher                                   | 3:20  |
| 4.  | La Pièce                        | Stephan Eicher                                   | 4:42  |
| 5.  | Noise Boys                      | Stephan Eicher                                   | 2:27  |
| 6.  | Nice                            | Klaudia Schifferle, Lislot Hafner, Marlene Marti | 3:39  |
| 7.  | Tu Tu (A Little Time With You)  | Markus Tränkle                                   | 3:07  |
| 8.  | You've Lost That Lovin' Feelin' | Barry Mann, Cynthia Weil, Phil Spector           | 4:40  |
| 9.  | La Chanson Bleue                | Klaudia Schifferle, Stephan Eicher               | 5:21  |
| 10. | Komm Zurück (Bonus Track)       | Stephan Eicher                                   | 3:29  |
| 11. | Paris (Bonus Track)             | Stephan Eicher                                   | 3:25  |